# Rainer Dörr
Rainer Dörr (né le 4 juin 1955 à Francfort-sur-le-Main) est un ancien footballeur et entraîneur allemand.

## Carrière
Ce défenseur commence sa carrière professionnelle en Bundesliga lors de la saison 1976-1977 à l'Eintracht Francfort. En 1978, il rejoint le FC Augsbourg en 2. Bundesliga. Il joue ensuite une saison au Würzburger FV puis deux au SpVgg Bayreuth. Le 1. FC Sarrebruck le recrute mais le fait d'abord jouer au SG 01 Hoechst puis à Sarrebruck au cours de la saison 1985-1986 sans qu'il soit convaincant et le renvoie à Hoechst.
Il dispute au cours de sa carrière, un match en Bundesliga, 26 matchs en 2.Bundesliga, et 123 matchs en 2.Bundesliga Süd, inscrivant 7 buts.
Après l'obtention de sa licence d'entraîneur, il est au VfB Unterliederbach de 1995 à 1999 puis au FC Eddersheim de 2001 à 2005, deux clubs amateurs de Hesse.